# Zwischbergen
Zwischbergen (gsw. Zwischbärgu) – miejscowość i gmina (Politische Gemeinde) w południowej Szwajcarii, w kantonie Valais, w okręgu (Bezirk) Brig. Leży nad rzeką Diveria.

## Demografia
W Zwischbergen mieszkają 72 osoby. W 2021 roku 34,7% populacji gminy stanowiły osoby urodzone poza Szwajcarią. 

## Transport
Przez teren gminy przebiega droga główna nr 95.